# Čtyři chyby a jeden pohřeb
Čtyři chyby a jeden pohřeb (v anglickém originále Four Regrettings and a Funeral) jsou 3. díl 25. řady (celkem 533.) amerického animovaného seriálu Simpsonovi. Scénář napsal Marc Wilmore a díl režíroval Mark Kirkland. V USA měl premiéru dne 3. listopadu 2013 na stanici Fox Broadcasting Company a v Česku byl poprvé vysílán 8. května 2014 na stanici Prima Cool.
Epizoda je věnována památce Marcii Wallaceové, dabérce Edny Krabappelové, jež zemřela 25. října 2013. Kromě toho byla úvodní tabule změněna na jedinou větu „Budete nám chybět, paní K.“, zatímco Bart se na ni smutně dívá. Na konci dílu je krátká scéna se smějící se Ednou a nápisem „S láskou vzpomínáme na Marciu Wallaceovou.“. Název dílu je parodií na film Čtyři svatby a jeden pohřeb.

## Děj
Obyvatel Springfieldu Chip Davis – muž, který se v seriálu nikdy neobjevil, ale zřejmě všechny nějakým způsobem ovlivnil – zemřel, což některé z lidí, jež znal, přiměje k zamyšlení nad vlastními životy a rozhodnutími. Homer lituje, že prodal své akcie společnosti Apple za bowlingovou kouli, a stále více ho dráždí, že pan Burns se škodolibě chlubí, že Homerovy akcie úspěšně koupil. 
Marge se obává, že její poslech alb skupiny Kiss v době, kdy čekala Barta, z něj udělal to, čím je dnes, když sleduje, jak se chová během pohřbu Chipa Davise – kupříkladu s Milhousem odstraňuje části kostelních lavic, zraňuje všem kolena při pokleknutí k modlitbě, krade talíře na sbírku a používá je jako meče a krade ošacení reverenda Lovejoye a vysmívá se mu. 
Burns lituje rozchodu s Francouzkou Lilou, která se stala buddhistickou jeptiškou poté, co odmítla jeho nabídku k zasnoubení kvůli jeho sobectví. Později ji najde v buddhistickém chrámu a oba se znovu setkají. Následně se jde do koupelny osvěžit. Když se však vrátí, najde ji v posteli mrtvou poté, co na něj čekala až příliš dlouho. Pokusí se ji oživit, ale jeho „dech života“ nakonec její tělo rozloží. Smithers pak Burnse vybídne, aby splnil jediné přání, které pro něj měla: být alespoň 5 minut nesobecký. Pan Burns se pak vydá jako dobrovolník do vývařovny, kde nakonec zůstane déle než 5 minut. 
Kent Brockman lituje, že nepřijal místo moderátora zpráv na kabelovce, když měl v mládí tu možnost. Později se vydává do New Yorku, kde hledá práci. Po přezkoumání svých možností zamíří do Fox News, kde ho jeden z moderátorů nabádá, aby z toho, co se děje ve zprávách, obviňoval demokraty. Kent si uvědomí malichernost zpravodajské stanice, a tak se rozhodne vrátit domů. 
Později se Bart rozhodne létat, a to poté, co si z koše na prádlo a stovek balónků vytvoří let balónem. Svého rozhodnutí však začne litovat poté, co vystoupá příliš vysoko do vzduchu. Kent jej zahlédne vidí a odvysílá vstup ve zprávách v naději, že se mu vrátí chuť do práce v místních zprávách. Homer pak použije svou bowlingovou kouli jako způsob, jak zatížit Bartův balón, a vystřelí ji z děla, čímž se mu podaří vrátit Barta zpět na zem. Všichni oslavují Bartovu záchranu, zatímco ignorují Lízin úspěch v akademické soutěži. Homer si pak začne opět vážit své bowlingové koule, ale ta vzápětí exploduje poté, co ji omylem střelí policejní odstřelovač. 

## Přijetí
Díl získal od kritiků smíšené hodnocení. Dennis Perkins z The A.V. Clubu udělil epizodě známku C−: „Zpětné odkazy a vtipy vyvolávají uznalé pokývání hlavou, ale nic jako smích. To Krusty založil nechvalně proslulý požár springfieldských pneumatik? To dává smysl. Joe Namath se vrátil v jednořádkovém cameu? Jistě – vzpomínám si, když byl v seriálu jednou. Jenže ty vtipy nemají žádný spád, pokud se skutečně jedná o vtipy, a ne o pouhé narážky.“.
Tony Sokol z Den of Geek udělil epizodě 4 hvězdičky z 5: „Simpsonovi chtějí podvrátit vše, co je považováno za zábavu. Berou si na paškál vlastní televizní stanici, Kent Brockman má příliš mnoho integrity na to, aby pracoval ve Fox News. Pohrávají si s mediálním šílenstvím tím, že dráždí smrtí oblíbené postavy a vymyslí si někoho, kdo se na tuto epizodu hodí. Když Simpsonovi zabili Franka Grimese, byla to jedna z nejtemnějších epizod situační komedie, jaká kdy byla v televizi odvysílána. Byla to také jedna z nejzábavnějších.“.
Epizoda získala rating/podíl 2,4/6 ve věkové kategorii 18–49 let a sledovalo ji celkem 5,43 milionu lidí, což z ní činí nejsledovanější pořad v rámci animovaných pořadů. Oproti předchozímu Speciálnímu čarodějnickému dílu XXIV, jejž sledovalo 6,42 milionu diváků a získal rating 3,0, si seriál pohoršil.